# Tribu miwok de la Vall de Califòrnia
La tribu miwok de la Vall de Califòrnia és una tribu reconeguda federalment dels miwok al comtat de San Joaquin i al comtat de Calaveras (Califòrnia). Anteriorment eren coneguts com a ranxeria Sheep Ranch o la ranxeria Sheep Ranch d'indis Me-Wuk de Califòrnia. La tribu miwok de la Vall de Califòrnia són miwok de la sierra, un poble d'amerindis de Califòrnia.

## Govern
La tribu dirigeix negocis a Stockton (Califòrnia). L'actual administració tribal és:
- Silvia Burley, cap tribal[6][1]
- Anjelica Paulk, Vicecap[6]
- Rashel Reznor, Secretari/Tresorer[6][1]

## Història
La ranxeria Sheep Valley Rancheria fou establida en 1916 amb 0,92 acres al comtat de Calaveras. Actualment és un cementeri.

## Esdeveniments recents
Al desembre de 2011, el Govern Federal dels EUA va reafirmar el seu reconeixement formal de la tribu miwok de la vall de Califòrnia. El 2007 la Bureau of Indian Affairs havia recomanat que el superintendent de la BIA pel Centre de Califòrnia havia d'"ajudar" a la tribu a establir el seu nou govern; no obstant això Larry Echohawk, llavors subsecretari de l'Interior per a Assumptes Indis, va declarar que la tribu no necessita supervisió de la BIA i podia organitzar el seu propi govern, ratificar una nova constitució, i crear els seus propis criteris i procediments per a la inscripció tribal.